# Luis Guillermo Solís
Luis Guillermo Solís (San José, 25 aprile 1958) è un politico costaricano, Presidente della Repubblica di Costa Rica dall'8 maggio 2014 all'8 maggio 2018.

## Biografia
Solís è nato a San José da Vivienne Rivera Allen, educatrice, e Freddy Solís Avendaño, calzolaio. La sua famiglia, di origini afro-caraibiche e cinesi, si trasferì dalla Giamaica alla Costa Rica nel 1900. Ha frequentato la Methodist High School di San José, dove è stato presidente del corpo studentesco, prima di studiare storia presso l'Università di Costa Rica, dove ha conseguito la laurea con lode accademica nel 1979. Ha conseguito un Master in studi sull'America Latina presso la Tulane University di New Orleans. 
Solís ha ricoperto vari incarichi accademici e di consulenza. Tra il 1981 e il 1987 è stato professore associato presso l'Università di Costa Rica. Dal 1992 al 1995 Solís ha collaborato con il Consiglio Accademico del Sistema delle Nazioni Unite. A partire dal 1999 Solís ha lavorato per Florida International University in qualità di coordinatore del Centro per l'Amministrazione della Giustizia e come ricercatore per l'America Latina e Caraibi Centro, dove ha analizzato gli eventi politici e sociali in America Latina. Scrittore ed editorialista, Solís ha pubblicato numerosi saggi e libri su affari nazionali e internazionali. Nel 1990 ha scritto per La República, un quotidiano con sede a San José.

### Attività politica
Solís ha aderito al Partito di Liberazione Nazionale (PLN) nel 1977. Solís era un consigliere di Óscar Arias Sánchez al ministero degli Esteri, lavorando sull'accordo di pace Esquipulas per il quale Arias avrebbe poi vinto il Premio Nobel per la pace. Solís è stato Direttore delle Relazioni Internazionali per il PLN. Durante la presidenza di José María Figueres Olsen, Solís era ambasciatore degli Affari centroamericani.
Nel 2002 Solís è succeduto a Rolando González Ulloa come Segretario Generale del PLN, carica che ha ricoperto fino al 2003.
Nel 2009 Luis Guillermo Solís ha aderito ufficialmente al PAC. 

#### Le elezioni presidenziali del 2014

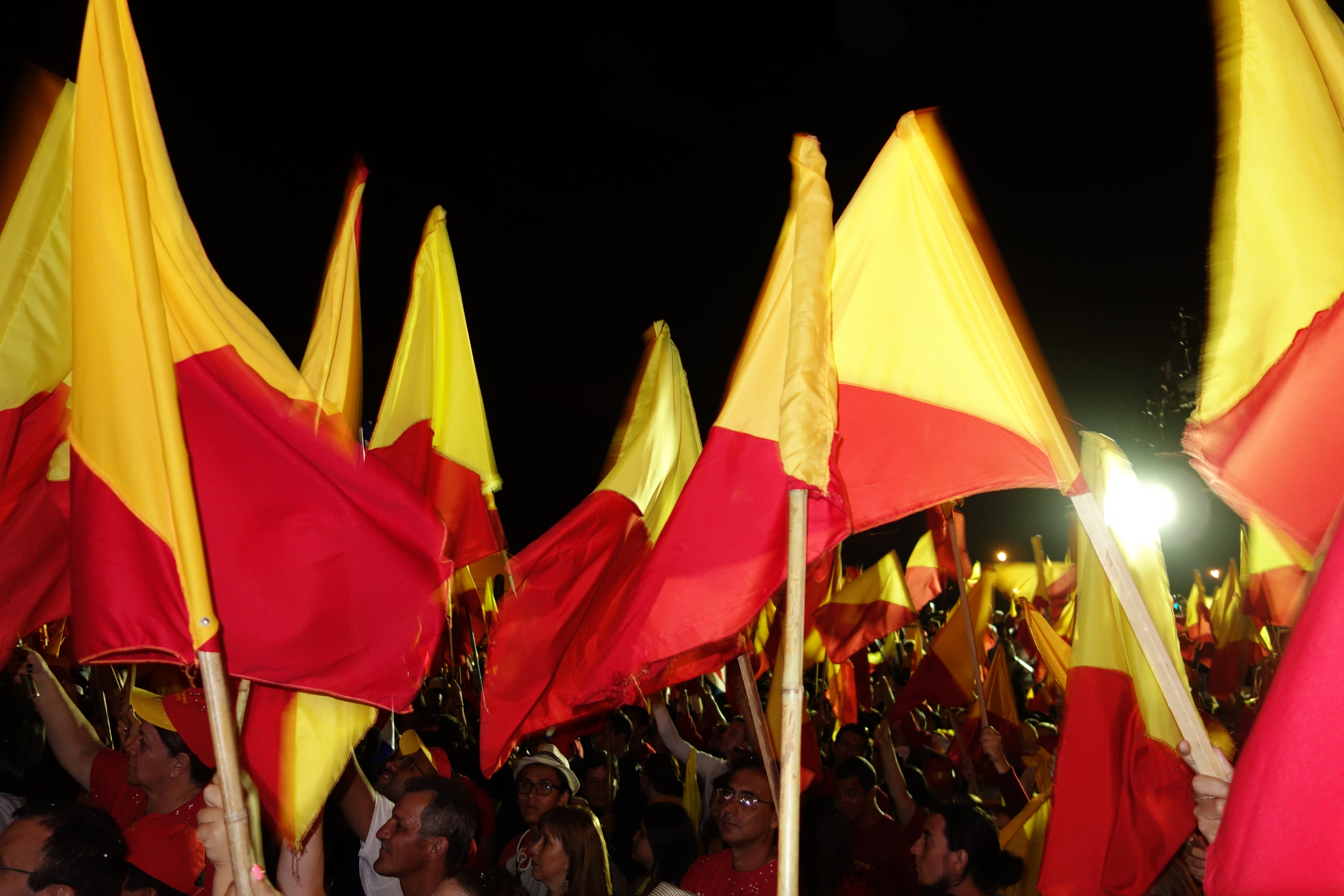
Sostenitori del PAC con i loro colori tradizionali per celebrare la vittoria di Luis Guillermo Solís il 6 aprile 2014

Solís ha annunciato la sua candidatura alla presidenza della Costa Rica il 27 novembre 2012. Si è candidato alle primarie del PAC contro Epsy Campbell Barr, Juan Carlos Mendoza García, e Ronald Solís Bolaños, vincendo con il 35 per cento dei voti, con soli 110 voti in più di Juan Carlos Mendoza García.
Il 2 febbraio 2014 Solís ha vinto il primo turno delle elezioni costaricane con il 30,95%. Il candidato del PLN, Johnny Araya, è arrivato secondo con il 29,95% dei voti. Poiché nessun candidato ha superato il 40% dei voti, il 6 aprile si è svolto il secondo turno come previsto dalla Costituzione. Solís ha vinto con oltre il 77% dei voti, il più grande margine mai registrato per una libera elezione in Costa Rica.